# Chilo niponella
Chilo niponella là một loài bướm đêm trong họ Crambidae.